# 双塔区
双塔区是辽宁省朝阳市下辖的一个市辖区。區政府駐南塔街道银河社区文化路二段5号。

## 行政区划
双塔区下辖9个街道办事处、3个镇、1个乡：
双塔街道、前进街道、凌河街道、光明街道、凌凤街道、龙山街道、站南街道、红旗街道、燕北街道、桃花吐镇、他拉皋镇、孙家湾镇和长宝营子乡。

## 人口
根据第七次人口普查数据，截至2020年11月1日零时，双塔区常住人口为463543人。

## 全国重点文物保护单位
- 三燕龙城遗址